# لمینکاینن
لمینکاینن (انگلیسی: Lemminkäinen) شرکت ساخت‌وساز فنلاندی است، که در سال ۱۹۱۰ تأسیس شد.